# Star Trek: Deep Space Nine
Para ver otros usos de Star Trek, ver Star Trek (desambiguación).
Star Trek: Deep Space Nine (Viaje a las Estrellas: Abismo Espacial Nueve en Hispanoamérica o Star Trek: Espacio profundo nueve en España) es una serie de ciencia ficción estadounidense creada por Rick Berman y Michael Piller. La cuarta serie de la franquicia de medios Star Trek, se emitió originalmente en sindicación del 3 de enero de 1993 al 2 de junio de 1999, y abarcó 176 episodios en siete temporadas. Ambientada en el siglo 24, cuando la Tierra es parte de una Federación Unida de Planetas, su narrativa se centra en la estación espacial homónima Deep Space Nine, ubicada junto a un agujero de gusano que conecta el territorio de la Federación con el Cuadrante Gamma en el otro lado de la galaxia de la Vía Láctea. 
Tras el éxito de Star Trek: The Next Generation, Paramount Pictures encargó una nueva serie ambientada en el universo ficticio de Star Trek. Al crear Deep Space Nine, Berman y Piller se basaron en elementos de la trama introducidos en The Next Generation, concretamente el conflicto entre dos especies, los cardassianos y los bajoranos. Deep Space Nine fue la primera serie de Star Trek creada sin la participación directa del creador de la franquicia Gene Roddenberry, la primera ambientada en una estación espacial en lugar de una nave espacial viajera y la primera en tener a un afroamericano como personaje central: el Comandante más tarde Capitán, Benjamin Sisko (interpretado por Avery Brooks).
Se realizaron cambios en la serie a lo largo de sus siete años de ejecución. En la tercera temporada, se introdujo la nave estelar USS Defiant para permitir más historias fuera de la estación espacial, y la cuarta agregó al elenco principal a Worf (Michael Dorn), personaje principal en The Next Generation. Las últimas tres temporadas tratan de un arco argumental, el de la guerra entre la Federación y una potencia invasora del Cuadrante Gamma, el Dominio. Aunque no es tan popular como The Next Generation, Deep Space Nine fue muy bien recibido por la crítica. Tras el éxito de Deep Space Nine, Paramount encargó a Berman, Piller y Jeri Taylor producir Star Trek: Voyager, que comenzó en 1995. Durante la ejecución de Deep Space Nine, se produjeron varias novelizaciones de episodios y videojuegos relacionados. Una vez finalizado el programa, varias novelas y cómics continuaron las aventuras del equipo.

## Orígenes
Concebida en 1991, poco después del fallecimiento de Gene Roddenberry, DS9 se centra en la antigua estación cardasiana de Terok Nor. Después de que los bajoranos se liberaran de la larga y brutal ocupación cardasiana, la Federación Unida de Planetas es invitada por el Gobierno Provisional de Bajor a tomar control en forma conjunta de la estación, originalmente en órbita de Bajor. La estación es renombrada como Espacio Profundo Nueve.
Según el creador Rick Berman, él y Michael Piller habían considerado situar la nueva serie en una colonia, pero sintieron que una estación espacial atraería más a la audiencia y ahorraría el costo de filmar en exteriores. Sin embargo, estaban seguros de no querer un programa a bordo de una nave espacial, debido a que Star Trek: La nueva generación estaba a dos temporadas de su final en ese momento; es por esta breve emisión simultánea que aparecen personajes principales en algunos episodios de “Star Trek: Espacio Profundo 9” como Patrick Stewart y Jonathan Frakes. Luego, esta serie coincidió durante sus siguientes cinco años con la emisión de: “Star Trek: Voyager”.
En el episodio piloto, la estación es movida cerca del recién descubierto agujero de gusano, permitiendo acceder al distante e inexplorado cuadrante Gamma. Rápidamente se convierte en un centro de exploración, intercambio comercial, maniobras políticas y finalmente para la apertura de conflictos.

## Producción
Deep Space Nine DS9 fue la primera serie de televisión de la franquicia Star Trek en adoptar totalmente CGI (imágenes generadas por computadoras). La franquicia, a diferencia de otras series de televisión, continuaba utilizando principalmente modelos en miniatura para tomas del espacio exterior porque resultaban más realistas. Durante la sexta temporada, en 1997, se dejaron de lado los modelos y se comenzaron a usar en su lugar efectos especiales creados por Foundation Imaging como parte de la historia en curso de la ocupación por parte del Dominio de la estación. La única excepción fue la propia estación, que continuó siendo un modelo físico durante las siete temporadas. En octubre de 2006, el modelo físico de la estación se vendió por 132.000 dólares en una subasta de Christie's en Nueva York.

## Argumento
En el episodio piloto ("Emisario"), el comandante de la Flota Estelar Benjamin Sisko toma el mando de la Estación Espacio Profundo Nueve. Jadzia Dax y él encuentran el primer agujero de gusano estable que se haya visto, y descubren que los seres que lo habitan no están entrelazados con el espacio-tiempo normal. Para los extremadamente religiosos bajoranos, los alienígenas del agujero de gusano son considerados una deidades místicas a los que llaman Profetas, y el agujero en sí es un Templo Celestial en el que estos profetas residen. El mismo Sisko es recibido por los Bajoranos como el emisario de los Profetas, lo que le da gran respeto dentro del Gobierno y el pueblo Bajorano en general. 
Esto sienta las bases para arcos históricos de larga duración. Sisko inicialmente ve con disconformidad y escepticismo su rol como icono religioso, refiriéndose a los Profetas como simples "alienígenas del agujero de gusano" e  intentando mantener su rol de comandante de la estación más allá de las creencias religiosas de los bajoranos. Más tarde acepta su rol, y para el final de la serie lo ha reconocido abiertamente.

## Reparto
| Reparto principal durante todas las temporadas de la serie |                |                                                                                            |          |                        |
| Actor/actriz                                               | Personaje      | Doblaje español                                                                            | Especie  | Rango y posición       |
| Avery Brooks                                               | Benjamin Sisko | Fernando de Luis (temporadas 1-3) José María Regalado (temporada 4-7)                      | Humano   | Comandante             |
| René Auberjonois                                           | Odo            | Roberto Cuenca Martínez (temporadas 1-3) Txemi del Olmo (temporada 4-7)                    | Fundador | Jefe seguridad         |
| Terry Farrell                                              | Jadzia Dax     | Amparo Bravo (temporada 1) María Jesús Nieto (temporada 1-3) Pilar Ferrero (temporada 4-6) | Trill    | Teniente comandante    |
| Cirroc Lofton                                              | Jake Sisko     | Javier Balas (temporada 1-2) Josu Cubero (temporada 4-7)                                   | Humano   | Hijo de Benjamin Sisko |
| Colm Meaney                                                | Miles O'Brien  | Pablo Adán (temporada 1-3) Anselmo Herrero (temporada 4-7)                                 | Humano   | Jefe de Operaciones    |
| Armin Shimerman                                            | Quark          | Miguel Zúñiga (temporada 1-3) Antón Palomar (temporada 4-7)                                | Ferengi  | Comerciante            |
| Alexander Siddig                                           | Julian Bashir  | Ángel Egido (temporada 1-2) Juan Antonio Soler (temporada 3)                               | Humano   | Médico jefe            |
| Nana Visitor                                               | Kira Nerys     | Isabel Donate (temporada 1-3) Nuria Marín Picó (temporada 4-7)                             | Bajorano | Primera oficial        |
| Michael Dorn                                               | Worf           | Víctor Prieto (temporada 4-7)                                                              | Klingon  | Teniente comandante    |
| Nicole de Boer                                             | Ezri Dax       | Xóchitl Ugarte (temporada 7)                                                               | Trill    | Teniente               |

| Reparto principal secundario durante toda la serie |               |            |                                               |
| Actor/actriz                                       | Personaje     | Especie    | Notas                                         |
| Aron Eisenberg                                     | Nog           | Ferengi    | 47 episodios; el sobrino de Quark             |
| Andrew Robinson                                    | Elim Garak    | Cardasiano | 37 episodios; el sastre de la estación        |
| Max Grodénchik                                     | Rom           | Ferengi    | 36 episodios; el hermano de Quark             |
| Marc Alaimo                                        | Gul Dukat     | Cardasiano | 35 episodios; cardasiano poderoso             |
| Jeffrey Combs                                      | Weyoun        | Vorta      | 32 episodios; subordinado de los fundadores   |
| J.G. Hertzler                                      | Martok        | Klingon    | 27 episodios; general del Imperio Klingon     |
| Rosalind Chao                                      | Keiko O'Brian | Humano     | 19 episodios; mujer de Miles O'Brian          |
| Chase Masterson                                    | Leeta         | Bajorano   | 17 episodios; trabajadora de Quark            |
| Salome Jens                                        | Fundadora     | Fundadora  | 15 episodios; líder del Dominio               |
| Penny Johnson                                      | Kassidy Yates | Humano     | 15 episodios; futura esposa de Benjamin Sisko |

## Recepción

### Audiencia
Aunque los índices de audiencia de DS9 se mantuvieron sólidos, nunca fue tan exitoso como el sindicado Star Trek: The Next Generation, con aproximadamente un 6% frente al 11% de los hogares estadounidenses que lo vieron durante los meses de barridos. Sin embargo, continuó teniendo un mejor desempeño que su franquicia hermana Star Trek: Voyager, que promedió alrededor del 5% según las calificaciones de Nielsen. Un factor fue el mercado sindicado cada vez más concurrido, que proporcionó a los espectadores una serie de televisión alternativa para seguir. Otro factor fue la promoción mínima de DS9, ya que Paramount centró sus esfuerzos en su serie insignia de la cadena Star Trek: Voyager. A partir de 1995, la mayoría de las estaciones independientes se unieron a nuevas redes (UPN y The WB), y estos programas de horario estelar gradualmente empujaron a la programación sindicada a franjas horarias menos favorables a medida que el mercado de televisión estadounidense se expandió de cuatro redes (en 1987 cuando se estrenó TNG) a seis.

### Recepción crítica
DS9 fue bien recibida por los críticos, y TV Guide la describió como "la serie de Star Trek mejor interpretada, escrita, producida y, en general, la mejor". Aunque debutó a la sombra de The Next Generation, DS9 logró un nivel considerable de éxito por derecho propio. Según un comunicado de prensa a través de Newswire del 7 de abril de 1999, fue el programa sindicado número uno en los Estados Unidos para adultos de 18 a 49 y de 25 a 54 años. Los personajes de DS9 aparecieron en la portada de TV Guide diez veces durante su emisión, incluidas varias ediciones de "número especial" en las que se imprimieron un conjunto de cuatro versiones con portadas diferentes.
La serie recibió numerosas nominaciones y premios. DS9 obtuvo 31 nominaciones a los premios Emmy durante su emisión, incluyendo por maquillaje, cinematografía, dirección de arte, efectos especiales, peluquería, música (dirección y composición) y vestuario. De estos, ganó dos por maquillaje (por "Captive Pursuit" y "Distant Voices"), uno por efectos visuales especiales (por "Emissary"), y uno por la música del tema principal (por el compositor Dennis McCarthy).  DS9 también fue nominada a dos premios Hugo en la categoría de Mejor Presentación Dramática por "The Visitor" y "Trials and Tribble-ations".
Deep Space Nine recibió elogios de los espectadores afroamericanos, latinos y de otras minorías por su manejo de los personajes minoritarios, particularmente los miembros de la familia Sisko.  Además, el actor Alexander Siddig (que interpretó al Dr. Bashir) expresó su entusiasmo por el hecho de que él, con su acento inglés, su nombre de pantalla inusual en el momento del casting (Siddig El Fadil) y su herencia norteafricana, fuera un personaje principal en una serie de televisión destacada, a pesar de no ser tan fácilmente identificable racialmente para el público como lo eran muchos otros actores y personajes de televisión en ese momento. 
Andrew J. Robinson comentó que DS9 no es tan popular como sus predecesores: "No es el más popular porque es el más moralmente ambiguo... Siempre que tienes personajes que son grises en lugar de blancos y negros... Aunque son más interesantes, es más difícil para la gente entenderlos. Me encantó DS9 porque era gris, porque los personajes no eran fácilmente definibles, pero eso no es para todo el mundo".
El autor Terry J. Erdmann comentó: "DS9 nunca fue tan popular como sus dos predecesoras, aunque podría decirse que fue una serie más aclamada por la crítica". En 2018, IndieWire clasificó a Star Trek: Deep Space Nine como el tercer mejor programa de ciencia ficción espacial ambientado en el espacio exterior, mientras que colocó a Star Trek (1966-1969) en el octavo lugar y Star Trek: The Next Generation (1987-1994) en el duodécimo lugar entre otros programas de este género, incluidos 18 en general.
En 2016, The Washington Post calificó el arco de la guerra del Dominio posiblemente como la "narrativa más rica" del universo de Star Trek, aunque el único episodio destacado del arco es "In the Pale Moonlight", que clasificó como el cuarto mejor episodio de todo Star Trek por resaltar la confusión moral y los compromisos que pueden ocurrir durante la guerra.  En 2016, Los Angeles Times clasificó a DS9 en tercer lugar de todas las películas y series de televisión de Star Trek.  En 2017, Vulture lo clasificó como el mejor programa de televisión de acción en vivo de Star Trek.  En 2019, Popular Mechanics lo clasificó como el decimosexto mejor programa de televisión de ciencia ficción de la historia. En 2021, la revista Variety lo clasificó en el noveno lugar entre las películas y series de televisión de Star Trek.  En 2021, Empire lo clasificó como el 46.º mejor programa de televisión de todos los tiempos, y dijo que sus personajes y arcos argumentales que duran temporadas lo hacen bueno para mirar en maratón.

### Opinión de históricos de la franquicia
En una entrevista realizada en 2007 por IF Magazine, George Takei criticó a DS9 por considerarla el polo opuesto a la filosofía y visión del futuro de Gene Roddenberry. Sin embargo, D.C. Fontana señaló en una entrevista que a Roddenberry le hubiese gustado la serie y su temática oscura, ya que fue un veterano de la Segunda Guerra Mundial.
Bjo Trimble comentó que ella pensaba que a Roddenberry le hubiese agradado DS9, si hubiese vivido para verla. Por su parte, Majel Barrett dijo que Gene hubiese odiado la guerra en DS9.
El mismo Roddenberry (en The Making of DS9) tenía dudas de si funcionaría un programa sin exploración, y comenzó a alejarse cuando le fueron presentadas las primeras tramas en 1991, pero Rick Berman declaró en Star Trek Deep Space Nine Companion que Roddenberry le había dado su bendición para desarrollar la serie poco antes de su muerte.

Ronald D. Moore, uno de los principales guionistas de la serie (que anteriormente escribió para Star Trek: The Next Generation y luego crearía la reimaginada Battlestar Galactica), elogió el programa como el "máximo logro de la franquicia [Star Trek]" en 2002:
Creo que Deep Space [Nine] fue la serie que realmente llevó a Star Trek tan lejos como se podía llegar. Tienes The Original Series, que es una especie de hito, cambia todo sobre la forma en que se presenta la ciencia ficción en televisión, al menos la ciencia ficción basada en el espacio. Luego está Next Generation, que, a pesar de todos sus logros legítimos, sigue siendo una variación del original. Sigue siendo algo así como, vale, es otra nave espacial y es otro capitán; es diferente, pero sigue siendo una variación del original. Ahora viene Deep Space [Nine] y simplemente maneja la situación de una manera diferente. Simplemente dice, vale, crees que sabes lo que es Star Trek, pongámoslo en una estación espacial y hagámoslo más oscuro. Hagamos que sea una historia continua y desafiemos continuamente tus suposiciones sobre lo que significa este ícono estadounidense. Y creo que fue el logro máximo de la franquicia. Personalmente, creo que es el mejor de todos, creo que es una obra asombrosa.

## Música
El 30 de junio de 1993, entre la primera y la segunda temporada, DS9 siguió el ejemplo de otras series de Star Trek y lanzó la banda sonora original de su episodio piloto en CD. El tema principal también estuvo disponible como sencillo en CD. La música de varios otros episodios está incluida en los lanzamientos de The Best of Star Trek.
Originalmente creado con la esperanza de que Frank Sinatra Jr. asumiera el papel,  el personaje Vic Fontaine (interpretado en su lugar por James Darren) fue presentado en el episodio de la sexta temporada "His Way". El personaje era un cantante de salón holográfico de Las Vegas consciente de sí mismo y dueño de un club nocturno de principios de los años 60. Vic era popular entre el equipo de la estación e interpretó muchas canciones de época de, entre otros, Frank Sinatra y Nat King Cole. El papel de Darren le permitió lanzar This One's from the Heart el 24 de agosto de 1999, que presenta canciones que Vic cantó en el programa y otras piezas de época.
El 12 de febrero de 2013, La La Land Records lanzó una colección de bandas sonoras de edición limitada de cuatro discos titulada Star Trek: Deep Space Nine Collection. Los discos contienen varias pistas de episodios compuestos por Dennis McCarthy, Jay Chattaway, David Bell, Paul Baillargeon, John Debney, Richard Bellis y Gregory Smith. Solo se imprimieron 3000 copias de la colección.

## Medios domésticos
Los episodios de DS9 se pusieron a disposición en casetes VHS. La serie se lanzó en VHS en el Reino Unido a partir del 2 de agosto de 1993. Cada casete de video contenía dos episodios y material gráfico exclusivo e información sobre los personajes y la trama. El primer lanzamiento en VHS en los Estados Unidos se produjo el 19 de noviembre de 1996.
A principios de 1996, DS9 comenzó a lanzarse en LaserDisc. La calidad de imagen y sonido en este formato era significativamente mejor que la de los casetes VHS; sin embargo, el formato Laserdisc se suspendió en 1997. Solo se lanzaron 30 discos, o los primeros 60 episodios, que comprendían la primera, segunda y parte de la tercera temporada antes de que Pioneer detuviera su producción de laserdiscs de Star Trek en octubre de 1999. Los LaserDiscs DS9 también se produjeron para los mercados japonés y europeo. En Japón, las primeras cinco temporadas se lanzaron en una serie de diez cajas (dos por temporada) antes de que se cancelaran casi al mismo tiempo que los lanzamientos en Estados Unidos.
Tras el lanzamiento en DVD de Star Trek: The Next Generation en 2002, DS9 se lanzó en DVD a partir de febrero de 2003. DS9 se lanzó en paquetes de una temporada cada uno, que se lanzaron aproximadamente con un mes de diferencia. Cada temporada contiene varios "materiales especiales", entre ellos una mirada biográfica a un personaje principal, información del diseñador de maquillaje Michael Westmore sobre cómo se crearon varios extraterrestres y entrevistas con miembros del reparto y del equipo.
En 2017, la serie completa se lanzó en un box set de DVD, con 176 episodios en 48 discos; el set también incluía una variedad de extras que eran los mismos que los del Box Set de 2003. Un ejemplo de contenido adicional es un featurette ''Deep Space Nine: A Bold New Beginning".